# Adrien Quiret de Margency
Adrien Quiret de Margency auch Adrien Cuyret de Margency (*  1727; † um 1802) war ein französischer Offizier des Maison militaire du roi de France, Gentilhomme ordinaire de la chambre du roi,  Literat und Enzyklopädist.

## Leben
Er war der Sohn des Adrien Cuyret senior († 1744) und der Marie Madeleine d’Hocquinquant († 1761), beide seit dem 4. Mai 1718 verheiratet. Der Vater erwarb 1731 in der Ortschaft Margency einen Herrensitz und Vogtei von den Vorbesitzern für 57 000 Livres. Margency ist eine Gemeinde des Val-d’Oise und möglicherweise der Geburtsort von Adrien Quiret de Margency.
Als Offizier war er im Maison militaire du roi de France des Ancien Régime tätig. Er frequentierte aber häufig die durch die Aufklärung geprägten Salons in der Stadt Paris, so z. B. die Treffen um Paul Henri Thiry d’Holbach, auch Coterie holbachique oder von Louise d’Épinay. Er schrieb eine Reihe  kleinerer Gedichte, welche aber von Friedrich Melchior Grimm verschmäht wurden, so dass sie keinen Eingang in die Correspondance littéraire, philosophique et critique fanden. Mit Jean-Jacques Rousseau verband ihn eine Freundschaft.
De Margency redigierte für die  Encyclopédie von Denis Diderot einige Artikel faveurs,  fidélité, fleurette und galanterie.
1761 unterlag de Margency einer Schaffenskrise ähnlich seinem erfahreneren Kollegen Joseph-François-Edouard de Corsembleu de Desmahis. An seine Geliebte Marie Madeleine de Brémond d'Ars, marquise de Verdelin (1728–1810), welche im Jahre 1763 verwitwete, stellte er einen Heiratsantrag.

## Werke (Auswahl)
- La fidélité en amour n'est pas la constance, c'est une vertu plus délicate, plus scrupuleuse et plus rare. Citation d'Adrien Quiret de Margency; Mémoires  1759.
- Aimer d'un amour sincère pour demeurer fidèle. Citation d'Adrien Quiret de Margency; Mémoires 1759